# のんきな患者
『のんきな患者』（のんきなかんじゃ）は、梶井基次郎の短編小説。全3章から成る。重苦しい結核の症状で病床生活を送る主人公が、母親とのユーモラスな会話や、同じ病で死んだ者やその家族など、下町庶民の暮らしぶりを回想交じりに綴った物語。貧しいゆえに迷信に縋って病気と闘うしかない人々の健気な姿を通じ、社会的なものへと視野を拡げていく志向が見られ、それまでの心象を描く散文詩的な文体とは異なり、客観的な本格小説への移行が示された作品である。同人誌でなく、初めて中央文壇の文芸雑誌に寄稿し原稿料を得た作品であるが、梶井がこの作品を擱筆した約3か月後に死去したため、公に発表した最後の小説となった。

## 発表経過
1932年（昭和7年）1月1日発行の文芸雑誌『中央公論』新年特別号に掲載された。その後、基次郎の死の2年後の1934年（昭和9年）3月24日に六蜂書房より刊行の『梶井基次郎全集 上巻』に収録された。
翻訳版は、Robert Allan Ulmer、Stephen Dodd訳による英語（英題：The Easygoing Patient、または The Carefree Patient）で出版されている。

## あらすじ
肺病（結核）を患い、病床生活を送る吉田は、寒い季節の到来を感じた翌日から高熱とひどい咳に悩まされた。その苦しい発作で数日後にはすっかり痩せ、腹の筋肉も疲れ切って咳を出す力もなくなった。心臓もだいぶ弱り、一旦咳をすると動悸が鎮まるまで非常に苦しく、寝床で身動きのとれない不安な2週間ほどの日々を過ごした。
吉田は不眠で身体をしゃちほこばらせ、呼吸困難で浅薄な呼吸をしながら、もしもの緊急事態に備え誰かに寝ずの番をしてもらいたかったが、老いた母親にそれを頼むのも躊躇した。自分の不安に気づいてくれず、看護婦を付けない母親を歯がゆく思い、胸の中の苦痛をそのまま相手に叩きつけたい癇癪を吉田は覚えるが、結局は「不安や、不安や」と弱々しく訴えて辛抱する。
ささいな刺激も発作の動因になるため、吉田は、いつも来る猫が部屋に入って来ないよう工夫していたが、ある晩、外の夜露で濡れた猫が1匹侵入し懐に入ろうとした。隣の部屋で風邪のため寝込んでいる母親を起すわけにもいかず、不安と憤怒に襲われた吉田は身体を起して布団の上に行った猫を掴まえ部屋の隅に叩きつけ、しばらく呼吸困難に身を委ねた。
そんな重篤な2週間の後、なんとか睡眠がとれるほど症状が落ちつき、煙草を吸いたい気持になったり、手鏡で庭の風景を反射させ望遠鏡で眺めたりした。ある日には、敷地の隣の櫟の木に渡り鳥が来て、「あれは一体何やろ」と母が立ち上がり庭の隅の方を眺め「ヒヨヒヨした鳥やわ」、「毛がムクムクしているわ」と、その都度、それを眺められない吉田が「そんなら鵯ですやろうかい」、「椋鳥ですやろうかい」と合せてやっているのも構わずにコロコロと変る母の無頓着さを滑稽に思う余裕も持てた。
或る日、大阪の実家でラジオ屋をやっている末弟が見舞いに来た。弟が帰った後、母は弟から聞いた実家の近所の荒物屋の娘が死んだ話をした。その娘も肺病であった。吉田は、弟が自分にそれを言わなかったことが気になったが、やはり同病人の死の報せは衝撃で、その娘を親身に看病していた聾の母親のことなどを思い出したりする。吉田の母は、2か月前に娘の母親の方が先に脳溢血で死んだことが影響したと思っているようであった。
吉田は約2年前に病状が重くなり、東京での学生生活の延長暮らしから大阪の実家に帰ったが、その町での肺病患者の訃報や、迷信の療法で病と闘う人々の現状の暗さを知った。吉田自身も、肺病で首吊り自殺した男の、その高価な縄を飲んでみないかと塗師から勧められたこともあった。学生時代に帰省した当時には、母親が知り合いから貰い受けた肺病で死んだ人の脳味噌の黒焼きを飲んでみないかと言われ閉口したこともあった。
母親が突然病気で入院して吉田が付添の看病をしていた時も、吉田が病院の食堂で食後に少し咳をすると、いきなり見知らぬ1人の付添婦が寄って来て、鼠の黒焼きが肺病や心臓の動悸に効くと真剣に勧められたこともあった。また病院近くの市場で母の入用な物を買った帰りの往来でも、吉田の肺が悪いのを見抜いた天理教信者の女の執拗な勧誘を受けて、最後にカッとなってしまったこともあった。
自分の顔色がそんなに病人の面貌なのかと気に病んだ吉田は、天理教勧誘のことを母に言うと、母も日頃から公設市場などでよく声をかけられていたらしく、そんなことは世間の誰もが遭遇する日常茶飯事のことだと知った。吉田は、自分が考えているよりも遥かに現実的で一生懸命な世の中というものをしみじみと感じる。
統計によれば、肺結核によって死んだ人間の90パーセント以上は極貧者であり、上流階級の人間は10パーセント以下であった。それはつまり、望み得るような治療や医薬などの手当を受けられる環境の人間が、100人中1人以下だということを意味していた。吉田はこれまで、この統計と自分の見聞とを当てはめて考えることがあったが、荒物屋の娘の悲しい死に方や、ここ数週間の自身の苦しみで、またそれを漠然と思わないではいられなかった。
それは、統計中の90何人は老若男女さまざまで、その中には自分の不如意や病の苦しみに堪えていける精神力の強い人間もあれば、そのいずれにも堪えられない人間も多くいるにちがいなく、しかしながら病気というものは、学校の行軍のようにそれに堪えられない者を除外してくれるようなことはないということだった。どんな豪傑でも弱虫でも皆同列に否応なしに最後の死のゴールまで引き摺っていく、という容赦ない現実を吉田は思った。

## 登場人物
吉田
結核を患い、度々激しい咳の発作や呼吸困難に悩まされている。約2年前に東京から大阪の実家に戻り闘病生活に入った。その後兄の家に移住し、さらに3か月前からは、新たに転居した兄の家の離れ家に母親と住んでいる。母に怒られるため禁煙している。咳で喉を鳴らして苦しい時に「ヒルカニヤの虎」という訳の分からない言葉が浮んで来て「俺はヒルカニヤの虎だぞ」と念じる。
母親
吉田の母。60代。吉田の移住に伴って息子を看病している。病気の息子だからと言って過度に神経を使うことはなく、実家の近所の荒物屋の娘が死んだ話も普通に伝える。時おり実家の方に行って営んでいる小間物屋の様子もみる。青物売りの女から肺病の特効薬があると言われ、死人（女の弟）の脳味噌の黒焼を貰ったことがある。その女は弟が肺病で死んだ時、焼き場で寺の和尚から、脳味噌の黒焼はこの病気の薬になるから肺病の人に会ったら分けてあげなさいと言われていた。
末の弟
吉田の弟。大阪の実家でラジオ屋を営んでいて、店の半分は母親が小間物屋をやっていた。その店は5、6年前に父親が老後の生活の糧のためと、末の息子が何か商売をできるように購入した店舗つきの家。末の弟は長兄の家に移住した吉田をたまに見舞いに来る。
※回想部
荒物屋の娘
吉田の弟のいる実家から辻を一つ越した2、3軒目の店の娘。長く東京にいた吉田にとっては、ほとんど記憶にない娘。肺病のために2階の一間に寝たきり。老いた母親が何度も階段を往復して看病していた。病気に効くと言われ、毎日食後にメダカを5匹ずつ飲んでいた。
荒物屋のお婆さん
荒物屋の娘の母親。近所のおかみさん連中が井戸端会議しているところに加わっては弄られ変な笑いをしているような、お人好し過ぎる印象に腹立たしいものを吉田は感じていたが、それは吉田の勘違いで、お婆さんは聾だったため鼻のつぶれたような声でも、その話を身振り手振りの手真似で応答していた何の気兼ねない近所の人達との風景であった。お婆さんは、ケチな夫には内緒で娘を市民病院に連れて行き、薬も買いに行っていた。
荒物屋の親爺
荒物屋の娘の父親。店で売っている網を持って野原の方に行き、娘に飲ませるメダカを10日に1回くらい取りに行っていた。
荒物屋の嫁
荒物屋の息子の嫁。吉田の家に集金に来た時に、メダカ療法を吉田家にも勧めていた。吉田は自分の病気が近所に大っぴらに知られていることに驚く。
病院の付添婦
吉田の母親が入院した病院で雇われている付添婦。吉田が肺病で心臓も悪くしていると思い、鼠の仔の黒焼が薬になると勧めた。その黒焼を少しずつ飲んでいると、「1匹分食わんうちに」治癒すると真剣な顔で力説する。吉田は、この付添婦も家族を病気で亡くす不幸を経験して付添婦の仕事をしているのだろうとしみじみ考える。
天理教の女
吉田の母親が入院した病院近くの往来で布教活動している女。吉田に「あなたは肺がお悪いのじゃありませんか」と声をかけ、信心すれば治ると熱心に天理教に勧誘し、すぐにでも教会に連れていこうとする。吉田をみつめる表情がなんとなく知性を欠いた顔つき。往来の自動車が警笛を鳴らしても夢中で道で話し込むので、吉田は道の片脇に促す。

## 作品背景
※梶井基次郎の作品や随筆・書簡内からの文章の引用は〈　〉にしています（論者や評者の論文からの引用部との区別のため）。

### 大阪帰郷

#### 実家の療養生活
『のんきな患者』の発表からさかのぼること約4年半前、伊豆湯ヶ島での転地療養生活から東京に戻っていた梶井基次郎は、1928年（昭和3年）8月頃から、結核の悪化による呼吸困難で歩行もままならなくなり、友人らの強い説得により大阪の実家で静養することを決めた。基次郎は9月3日に東京を離れ（これが最後に見た東京となった）、大阪市住吉区阿倍野町99番地〈町名変更前〉（現・阿倍野区王子町2丁目14番地12号）の家に帰郷した（詳細は梶井基次郎#帝大中退後――大阪帰郷へを参照）。
この阿倍野町の家は、一家が1924年（大正13年）9月から移った家で、階下で母・ヒサが小間物屋を営み、翌1925年（大正14年）7月からは長兄・謙一（エンジニア）の指南を受けた弟・勇が店の半分のスペースでラジオ店を開業していた。
1928年（昭和3年）9月に27歳の基次郎が実家に戻った当時、勇（20歳）は補充電池をオートバイで配達し店は繁盛していた。『のんきな患者』に出て来る〈末の弟〉はこの勇のことで、実際の末の弟・良吉（18歳）はこの時、高校受験をひかえた天王寺中学（現・大阪府立天王寺高等学校）の5年生であった。この家には放し飼いにしている〈風来猫〉が出入りしていた（詳細は愛撫 (小説)#猫との生活を参照）。
滋養のため当時としては贅沢なバターやチーズで朝食はパンを食べ、昼食も1人だけビフテキやカツレツあるいは刺身などを摂って、〈全力をつくして養生して〉いた基次郎の食費などで家計は圧迫されたが、愚痴をこぼしながらも母は小間物屋の少ない儲けをやりくりして基次郎の面倒をみた。
そんな中、翌1929年（昭和4年）1月4日の未明に父・宗太郎が心臓麻痺で急死。昨年暮に退職金の貯金が尽きたことを知った父は、正月から深酒をしていた。基次郎は自分が両親に与えた経済的負担や自身の不甲斐なさを反省し、〈道徳的な呵責〉を痛感した。

#### 下町の結核患者
基次郎は親への負担を顧みると同時に、実家の周辺の人々の暮らしぶりや世間に目を向け、自分と同じ結核患者達の末路を見聞した。
この阿倍野町で結核を患う人々のほかの挿話の一部（魚屋の咳）は『交尾』で触れられているが、より具体的に様々な人々の挿話が『のんきな患者』に盛り込まれ、満足な養生や病院での治療が受けられない貧しい人々の様々な姿が作品主題として生かされることになった。
当時（大正から昭和初期にかけ）、結核は不治の病で日本人の死因の第1位であった。厚生省公衆衛生局が調査した1928年（昭和3年）の実態調査によると、日本国内の結核感染と推定される患者総数は553万人（日本の人口の約6.4パーセント）で、その内訳は、治療を要する患者が292万人（人口の約3.4パーセント）、要観察患者が261万人（人口の約3.0パーセント）だった。
まだ特効薬のなかった結核に罹患してしまったら、養生に気をつけ病気の進行を遅らせるほかに道はなく、生活に余裕のない貧乏な庶民は必然的に病状が悪化しやすい傾向となり、貧富の差が結核の進行も左右していた。『のんきな患者』の作中にもあるように、大阪の下町庶民は何とか治りたい一心で民間療法や迷信に縋り、日々の糧を得るためぎりぎりまで働いていた。
この頃、基次郎自身も夏は浜寺の海水浴場で日焼けに勤しみ冬に備えて皮膚を鍛えたり、熱の上がり下がりで一喜一憂したりの生活をしていた。睡眠鎮痛剤やドイツ製の肝油のほかにも、ニンニクを常食する民間療法で〈ねばり強さ〉を養い、周囲の人に臭がられていたほどだった。
なお、作中で回想されている青物売りの女が持って来た〈人間の脳味噌の黒焼〉のことは、遺稿断片「薬」（1930年）でも描かれている。

### 社会への関心

#### 「生きた生活」を描くこと
身近な下町の人々への関心と共に、基次郎は父・宗太郎の死後、マルクスの『資本論』を読み始め、〈左傾や右傾やの問題ではなく大そう面白い〉と感じて社会的なものへの関心が高まった（詳細は梶井基次郎#父の死――贅沢を反省を参照）。しかしながら労働していない自身が、それを机上の空論で公式的・観念的な形で作品にすることは基次郎の信念に反していた。
それ以前、まだ東京にいる頃にも基次郎は、プロレタリア文学の中でも窪川稲子（佐多稲子）の作品に感心し、女店員の〈生きた生活〉を描いている作者の筆力に感心していた。深川区のスラム街にも住みたいと考え、〈戦闘的な労働者と交際し現社会の最も面白いそしてもつとも活気ある部分へ触れて見たく〉現地を数度下見に行ったこともあった（しかし結核の身では居住は無理だった）。
また、北川冬彦の妻・仲町貞子が貧民街での救済事業として託児所を開いたことを〈やり甲斐のあること〉と感心していた基次郎は、〈労働を終つた父又は母の労働者が子供を連れにやつて来る風景を想像すると非常に気持よくなる〉と応援し、寄付金募集の手伝いもやりたがっていた。

#### 新たな境地での起筆
社会的なものに根ざした作品を書きたいという思いと、実社会と密接していない自身の境遇との齟齬を感じていた基次郎だったが、1929年（昭和4年）10月末、京都を訪れていた宇野千代から連絡を受け1年ぶりに会って心が弾んだ。その勢いで11月下旬には福知山歩兵第20連隊入営中の中谷孝雄の元に出向いて雪の日に一泊するなど、病身でも家でじっとしていられなかった。
その寒中の無理や、帰りの駅のブリッジの階段で汽車の煤煙を吸い込み呼吸困難になるなどして数日間寝込んだが、12月2日には、神戸に引っ越した宇野千代に再び会って元気が湧いた。
神戸から戻った後、執筆意欲が高まった基次郎は10時間ほど机に向って『のんきな患者』の第1稿となる原稿を書き始めた。基次郎は病気進行を自覚し、一つの新たな境地の中で残り少ない人生を受けとめながら、その間小説家として生計が立てられるよう希望していた。
12月中旬には、見舞いに来た淀野隆三と清水芳夫（元『青空』同人）と話が尽きなく、基次郎は伏見の淀野の家に清水と泊りに行き疲れ果て、清水に付添われ呼吸困難を鎮めつつタクシーで帰途につき、また1週間ほど寝込んでしまうこともあったが、それでも意欲に溢れ、精神的に自身を〈ある時期に到着した〉と捉えていた。
こうしてこの年の冬に、最初の草稿となる第1稿50枚ほどが書かれたが、寒さで病状は思わしくはなく、友人の近藤直人の勧めで翌1930年（昭和5年）から和歌山の病院で療養することも考えていた。

#### 「根の深いもの」へ
1930年（昭和5年）明け、基次郎は病床の中だった。ゴーリキーの『アルタモノフの一家の事業』、ヒルファーディングの『金融資本論』、『安田善次郎伝』などを面白く読み、島崎藤村の『夜明け前』も再読するなどし、レマルクの『西部戦線異状なし』も前年暮に読んでいた 。
そして雑誌『戦旗』で展開されていた安田善次郎に関する調査不足の〈お粗末〉な記事が〈口吻ばかりが「彼奴は」とかいふ風で　いかにも力が弱く下らなく思へ〉た基次郎は、自分が〈日本の経済的発展といふものを背景として安田善次郎伝といふやうな小説〉、〈「格闘せるプロレタリヤ」的の小説〉を書きたいと思った。
さらに、新聞に出ていた徳冨蘆花全集の広告文「未だ世に知られざる作家がその焦燥と苦悶の中に書いたものほど人の心を動かすものはない」という言葉に励まされ、〈まことに然り、このことを思へば僕達はもつと自らの尊厳を知り、自らに厳格でなくてはならない〉と襟を正す気持になった基次郎は、大阪的な土着の俗っぽさを持つ〈リアリスト〉としての井原西鶴も面白く読み直し、その変化の心境を〈最近小説家の本領が出て来たせい〉と自己分析した。

### 母の入院
少し体調を持ち直し、基次郎は予定通り近藤直人の勧める和歌山の病院に転地療養するつもりであったが、母・ヒサの具合に変調があり取り止めた。母は1930年（昭和5年）2月25日に肺炎のため、天王寺区筆ヶ崎町の大阪赤十字病院に入院することになった。毎日のように看病に行った基次郎自身も再び病状を悪化させ、発熱や呼吸困難で約1週間寝込んだりした。
母の肺炎は落ちつくが今度は腎臓炎となり、基次郎は重篤状態の母を看病するためタクシーで病院に通い、三重県にいる姉・冨士や他の親族にも応援を頼んだ。母の小水を取る世話をしながら、基次郎は『闇の絵巻』の他に、書きかけの『のんきな患者』の構想を練った。

一時は死の危機があったほど重態だった母は回復し、4月24日に無事退院した。この母の入院中、基次郎は本も新聞も読まずに看病のことばかり考え、母が順調に治るように祈っていた。
この2か月間の母の入院中に経験した出来事や、自分自身の変化が『のんきな患者』に生かされることになり、基次郎が学生だった頃に母が貰ってきた〈人間の脳味噌の黒焼〉の元となっている断片草稿「薬」もこの年に書かれた。また、この思わぬ入院医療費により銀行預金はなくなり、ますます家計は困窮した。

### 兵庫の兄の家
1930年（昭和5年）4月24日の母・ヒサの退院後、基次郎は淀野隆三らが創刊する同人誌『詩・現実』（発行元・武蔵野書院）のために5月に軽い作品『愛撫』を書き終え（詳細は愛撫 (小説)#「詩・現実」を参照）、5月31日に結婚した弟・勇が大阪市住吉区王子町2丁目44番地〈町名変更後〉（現・阿倍野区王子町2丁目14番地12号）の実家に嫁・豊子を迎えたため、兵庫県川辺郡伊丹町堀越町26（現・伊丹市清水町2丁目）の兄・謙一の家に移住した。
発熱し夏に一旦大阪の実家に戻って『闇の絵巻』を仕上げた基次郎は、9月1日に兄の家に戻ったが、身体はかなり痩せ、病状の苦痛も強くなっていた（詳細は闇の絵巻#発熱の中の本稿）。この頃見舞いに来た辻野久憲に、同じ結核で死んだ異母妹・八重子のことや正岡子規の『病床六尺』の話をしていた。9月28日からは兄一家の転居に伴い、川辺郡稲野村大字千僧小字池ノ上（現・伊丹市千僧池西）に移住し、母や末弟・良吉と共に六畳と八畳の部屋のある離れに落ちついた。
基次郎はこの千僧の家で、帰阪以来考えていた〈根の深いもの〉、日本の既成左翼文学に欠けている〈真実〉、〈プロレタリヤの生活に伍し、プロレタリヤの生活を真に知つた小説〉を実現するため、〈生活に対する愛着〉〈自分の経験したことを表現する文学の正道〉を基礎にしながら、大阪の下町を舞台にした『交尾』や『のんきな患者』の執筆に取り組み、〈僕のその日暮しの生活をそのまゝ書いて〉いくことで、〈天下茶屋の家の小説〉〈小説らしい小説〉を目指した （詳細は愛撫 (小説)#井原西鶴の精神、交尾 (小説)#生活に対する愛着を参照）。

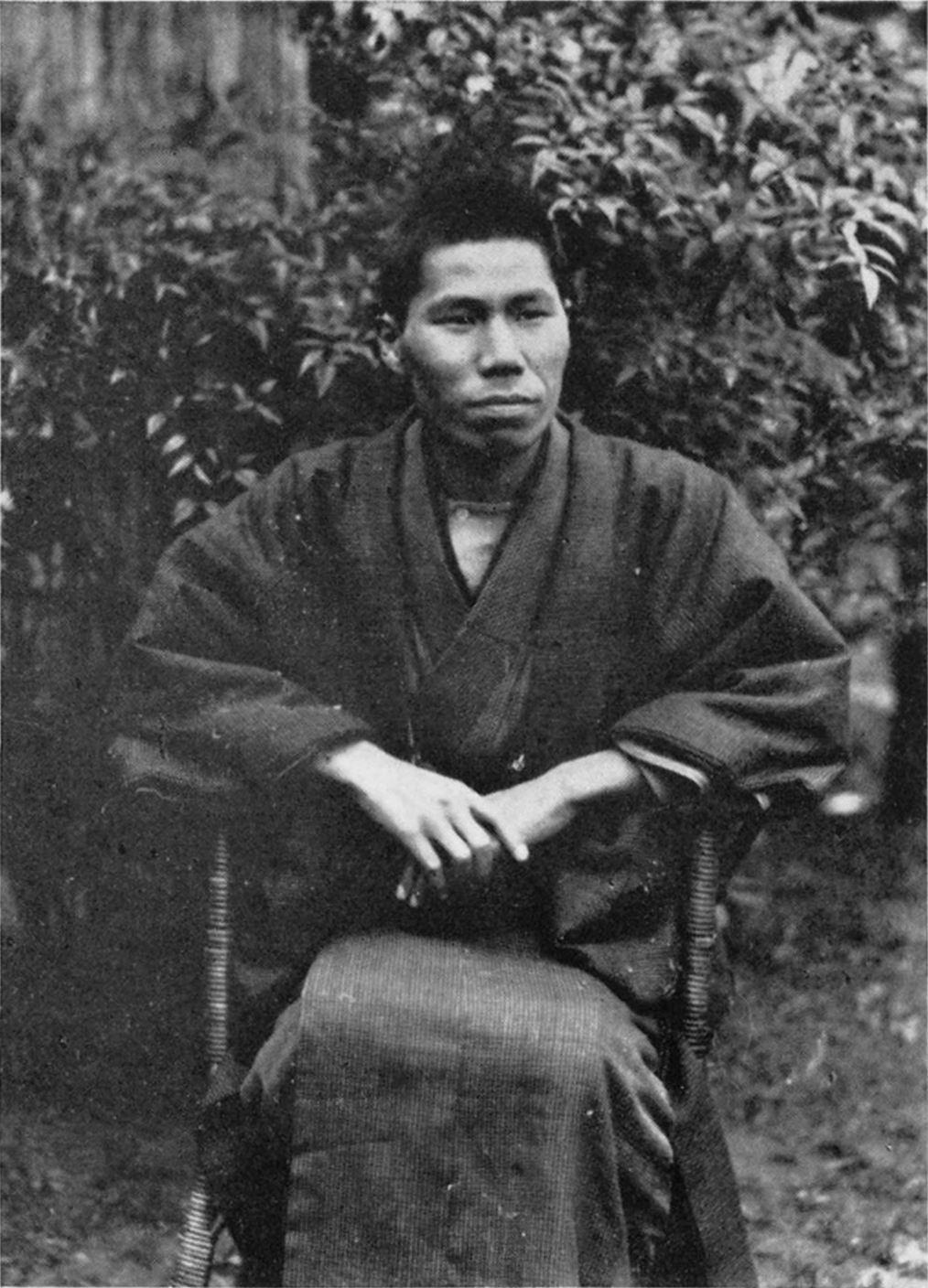
千僧にて最後の肖像写真
1931年1月2日撮影

なんとか12月に書き上げた『交尾』の発表後、尾崎士郎（宇野千代の元夫）から賞讃の手紙を貰った基次郎は、尾崎と和解し次作への意欲を、〈必ず　必生〔ママ〕の作品を書き、地球へ痕を残すつもりです〉と語った（詳細は交尾 (小説)#尾崎士郎の「河鹿」を参照）。この尾崎への返信には、1931年（昭和6年）1月2日に庭先で兄・謙一に撮ってもらった写真が同封されていたが、庭に出した籐椅子に座っている基次郎の姿は、最晩年の貴重な肖像写真となった。
敷地が500坪ある千僧の家の庭の周辺には櫟があり、『のんきな患者』の作中での渡り鳥を巡って、鵯か椋鳥か珍問答する母親との会話の場面は、この家の基次郎の部屋が舞台となっている。なお、母は毎月20日過ぎになると、帳簿や仕入を手伝うため勇夫婦のいる大阪の実家の店に行き、基次郎もそれについて行くこともあったが、12月は寝込んでいたため行かれなかった。
1931年（昭和6年）1月中旬から2月、基次郎は流感にも罹り激しい高熱と呼吸困難が続いた。1月末に見舞いにやって来た三好達治は、基次郎の痩せこけた頬のあまりの衰弱ぶりに愕然とした。三好は東京に戻るとすぐに淀野隆三と相談し、基次郎の命があるうちに創作集の出版をすることを決めて2人で奔走した（詳細は梶井基次郎#仲間らの奔走――創作集刊行を参照）。

### 『中央公論』から執筆依頼
基次郎はこれまでにない身体の悪化を感じながら、創作集のゲラ刷りの校正連絡などを母に手伝ってもらい、1931年（昭和6年）4月も床の中で再校までの目を通した。この頃基次郎は、再び見舞いに来た辻野久憲に、セルバンテスの『ドン・キホーテ』を読んで以来、自身の過去の作品のような芸術観に飽き足らなくなったと漏らした。
陽気が暖かくなり、やや調子を戻した基次郎は、少しでも良くなりたい一心で、近所の人が殺したマムシをもらって、その肝臓と心臓を生で飲み、肉は干物にして少しずつ焼いて毎日食べ、煙草もすっぱり止める決意の下で「禁煙日記」を付け始めるが、死が近づいていることを明白に自覚していた。
東京を去ってから3年間、病状が悪化していく現状を基次郎は受け止め、〈なにしろこの病気は今や僕の現実の全部だ。いろんなことを考える。考えたことはみな書き度い。しかし自由に書けない〉という歯がゆい思いであった。
そして5月に刊行された初の創作集『檸檬』に喜びを感じると共に、〈病気のことを考へると「うーん」と絶句して〉、まだ元気だった頃の〈怠慢〉を基次郎は痛感した。また、この過去の作品群より以上の作品を書けるという心持で、〈ただ要は誰がどうあらうとも僕だけは完全にこの作品群を踏み越したのです。僕はもう振向かない〉と抱負を抱いた。
創作集『檸檬』は売れなかったが、贈呈した作家からの反響は徐々に広まり、中央文壇の文芸雑誌『中央公論』の編集部員・田中西二郎から基次郎の元へ執筆依頼の手紙が5月28日に来た。田中はまだ東京商科大学予科の学生だった頃（後輩に伊藤整がいた）、『青空』に掲載された基次郎の『川端康成第四短篇集「心中」を主題とせるヴアリエイシヨン』（1926年7月）を読んで着目していたこともあり、創作集の作品群で改めて基次郎の才能を確認した。
ただし中央公論社の社長らは基次郎の名を知らなかったため、掲載の条件として原稿「持ち込み」という形を取ってほしいと田中に言われ、基次郎はそれに応じた。ところが、意気込んで仕事に取りかかろうとした6月中旬、兄嫁・あき江の実家（紀州）の人が湯崎で捕まえ1か月飼って太らせ送ってくれたマムシの生き肝を飲み、痒みや浮腫が顔や体中に出て腎臓炎となる災難があり、1か月ほど中断されて出鼻をくじかれてしまった。
文芸評論家からも創作集の好評を得た基次郎は、プルーストの『失ひし時を索めて』も読んだことで創作意欲が刺激され、夏頃から徐々に『のんきな患者』の執筆作業に取りかかった。8月には、困窮する母や弟が待望していた本の印税がやっと入った。
原稿の進捗が上手くいかず何度も書きつぶしていた基次郎は、「持ち込み」という形の掲載条件では本当に掲載されるのか不明で、まるでテストを受けるかのような気分では仕事がはかどらないという主旨を、北川冬彦を通じて田中西二郎に伝えてもらった。田中は、その申し出をもっともなことだと基次郎の態度に感心し、編集会議にかけ正式な執筆依頼という形にすることを考えた。
そんな中、9月下旬、基次郎になついて離れ家に遊びにいく子供らに、兄嫁・あき江が「そばに寄ったら病気が移る」と注意したのを聞いた基次郎が怒り、兄嫁は子供2人を連れ実家へ帰ってしまうという揉め事があった。10月、大阪の弟・勇が迎えに来て、基次郎は母と共に住吉区王子町の実家に戻っていった。王寺駅で呼吸困難となった基次郎を、勇は背中に負ぶって駅の階段や家の階段を上った

### 独立の新居にて
兄・謙一の千僧の家を出た本当の理由を、基次郎は友人らには話さず、〈大阪まで来たが身体が強くなつてゐるのには意を強くした、健康状態もいい〉と強がり、〈一人で暮す〉ことを決意した。浜寺や畿内に療養地がないかと考えたが、10月25日に、すぐ近くにあった空き家の住吉区王子町2丁目13番地（現・阿倍野区王子町2丁目17番29号）に移住した。
千僧からの送られた引っ越し荷物の中に、『中央公論』の田中西二郎が改めて送付した12月号への正式な原稿執筆依頼があったのを見つけた基次郎は、あと2週間の締め切りではどうみても間に合わないために新年号（11月末日締め切り）に延期してもらった。
独立の新居は、玄関が二畳分、四畳半の座敷と三畳の台所だけと狭かったが、誰に気兼ねすることなく仕事ができる場所となった。基次郎は生れて初めて「梶井基次郎」という表札を掲げて格別の感慨を持ち、執筆作業に精を出した。母・ヒサは食事をこの家に運び、掃除や身の回りの世話をした。
10月末にこの家を訪問した三好達治は、基次郎から「筆が進まない」「書き出しがどうも気にいらない」と書きかけの原稿を見せられた。呼吸の調整もままならない基次郎だったが、その病気の「呻吟の跡を微塵もとどめない」文章に三好は打たれ、原稿用紙を上下に揺すって激賞した。基次郎は、新聞のヒマラヤ登山の記事を指して、「上空で登山者が経験するところの呼吸困難を、僕はかうして机の前で創作の筆をとりながら感ずるのだ」と言ったという。
三好が一泊して帰る時、基次郎は三好の制止にも聞かずに下駄を静かに履いて外の大通りまでやっと歩き出て、三好がバスに飛び乗った後も、ずっと立って見送っていた。バスの中から振り返って確認した、その遠ざかる基次郎の立ち姿が、三好が記憶した最後の基次郎となった。
11月から本腰で基次郎は執筆に励んだ。ペンを持つのも容易でない重い病状に難航しながら12月2日に冒頭から書き直し、9日の夕方になんとか書き上がった。すぐに自分で清書し、それを母が校正して10日の深夜2時に清書原稿が完成した。10日が締め切り日のため、弟・勇はすぐさまそれを持ってオートバイで中之島の渡辺橋南詰めの大阪中央郵便局まで飛ばし、航空便で中央公論社に送って間に合った。

### 続篇への意欲・死
1931年（昭和6年）12月20日過ぎ、基次郎のもとに『中央公論』新年特別号が届けられ、24日には初めての「原稿料」230円を得た。これまでの作品は同人誌掲載のものばかりだったため、基次郎にとってそれは〈はじめての経験〉で職業作家になった喜びを実感した。そして、これまで間接的に田中西二郎への口添えをしてくれていたであろう人々（北川冬彦、横光利一、川端康成）への感謝の気持を北川に伝えた。
1932年（昭和7年）1月下旬、少し落ちつきながらも絶対安静の病床の身で、〈早く起きて小説が書き度い〉と、基次郎は『のんきな患者』の続篇を出すことを考え、〈「のんきな患者」が「のんきな患者」でゐられなくなるとこまで書いてあの題材を大きく完成したいのですが。それが出来たら僕の一つの仕事といへませう〉と語っていた。この頃、森鷗外の歴史小説や史伝を読み、〈古い大阪〉というテーマを、〈自分の一生といふこと〉と含めて考えていた。
基次郎は31歳の誕生日の少し前には、〈病中ながらも心にある落付きを見出し〉て、家賃や電燈・瓦斯代、汲み取り便所の料金などを自分で払う生活を〈大層楽しみに思へ〉ていた。また、末期的な病状に近づきつつある心境を、〈病気もかういふ風にはつきりした形をとつて来ると　そのうつり変つてゆく状態を経験しながら感じることは　必然的に僕に哲学的な思念を強ひるやうになる〉と語っていた。
そして春になっても好転することなく、辛抱しきれない苦しい時は、死ぬ間際のことを空想し、辛抱し通す練習をしたりした。しかしそんな風に何度か練習していた或る瞬間に、〈ほんとに俺はいつかかういふ風にして死ぬのか？〉と急に慌て出した。基次郎はその自分の気持を分析して断片的に綴った。
その後、2月27日以降は友人らへ手紙も書けなくなり、3月17日で日記も途絶え、3月25日に基次郎は亡くなった（詳細は梶井基次郎#本格小説家への夢――途絶を参照）。『のんきな患者』は生前発表された最後の作品となった。

## 作品評価・研究
※梶井基次郎の作品や随筆・書簡内からの文章の引用は〈　〉にしています（論者や評者の論文からの引用部との区別のため）。
『のんきな患者』は梶井基次郎の最後の小説ということだけでなく、それまでの作品と異なる作風や文体に変わり、本格的な客観小説を目指していることから、基次郎の人生の終盤までの変遷と共に作家論的な観点から論じられることが多く、処女作の『檸檬』に次いで論考自体も多くなされている作品である。『のんきな患者』以前の一連の詩的な作品群を高く評価する作家などからは、作品評価が低くなる傾向にあり、作者の健康状態の限界から未発展に終わってしまった感もあるため、賛否の分かれる作品である。また、基次郎がタイトルに付した〈のんき〉の意味を巡っての解釈がなされてもいる。
田中西二郎は、基次郎から『のんきな患者』の生原稿を送られ最初に読んだ時に、それ以前と異なる作風で題材や文章に拡がりがあるものの、『闇の絵巻』のような「珠玉の名編」を期待していたため少しがっかりした。さらに、作中に「結核患者に対する社会の扱いに抗議的な感想」が含まれていることについて、「内容はだれでも思っている事でしかない。これは、プロレタリア文学全盛の風潮に便乗しているのではないか」と思い、編集部内でも『のんきな患者』は不評だったという。
正宗白鳥は、『中央公論』掲載で基次郎の名を初めて知ったため「懸賞小説の応募原稿」のように思いつつ読み進めていたが、従来の文壇意識や小説的作法に捉われていない作風などに「親しみ」を感じ、肺病患者の苦しみや生涯を描きつつも「書き方が因循でない」「筆がのんびりしてゐる」と高評価している。またエピローグの基次郎の「詠嘆」についても「私も同感である」としている。
直木三十五も『読売新聞』の文芸時評で、横光利一、川端康成、堀辰雄の作品と並べて『のんきな患者』を取り上げ、「シャッポをぬいだ」と高評し、宇野浩二に会った際にもしきりに「いい作だ」と褒めていたという。宇野浩二は、もしも基次郎が生きて『のんきな患者』を出発点として本格的小説の方向に進むことができていたら、「同時代のどの作家よりも、真に芸術的な小説を作られたであらう」と好評している。
北川冬彦は、『檸檬』などのそれまでの散文詩的作品を高く評価していることから、『中央公論』にも従来のような短い作品を連作のように掲載すればよかったとし、「何かテーマを大きく出そう」として途絶した感のある『のんきな患者』については評価を低くしている。
三島由紀夫も『檸檬』『城のある町にて』『蒼穹』で発揮された基次郎の類いまれな詩人的文体を高く評価しているため、『のんきな患者』には不評で、「死の直前、本当の小説家にならうとして書いた『のんきな患者』をほめる人もあるが、私には、（梶井）氏は永久に小説家にならうなどと思はなかつたはうがよかつたと思はれる。この人は小説家になれるやうな下司な人種ではなかつたのである」としている。
瀧井孝作は、それまでの散文詩的な作品も「鍼の如し」でいいが、『のんきな患者』も「格がどつしりと落付いて悠然と厚味がついてゐたので、これは大したものになつたと敬服した」とし、「れもんの各短篇は、余りに文学的なと云ふやうなものだが、のんきな患者は、余りに人間的なと云ふ方へ一歩も二歩も踏出してゐる」と好評している。
小林秀雄は、創作集収録の梶井作品の諸作に対して、小林自身としては稀な「親近な感じ」を受けたとし、「感情の親近性は氏の作品にしかと表現されて存する」としながら、新作の『のんきな患者』を読み、なおかつ、それまでの作品を再読して、「氏の作の憂鬱冷徹な外皮の底に私がさぐり当てたものは、やはり柔らかい感情であつた、人なつこく親密な情感と云つてもいゝ程の柔軟な感情の流れであつた」と評している。そして〈のんき〉に込められた作者の意図について以下のような示唆している。
菱山修三は、「はらはらしたり、急に微笑を感じ出したり」しながら、「（作品を透し）無の底を割つた魂と魂とが相触れ合ふ」という読書の醍醐味を『のんきな患者』に感じ、その「苦患と愉楽の両極」に惹かれたとし、描かれる「不幸」が「確実性を持つて写されてゐる」と高評している。そして読後の自身の気持をピラト（キリストの死後、自らの掌上に一面の血を見た人物）に喩え、「梶井基次郎の負傷はそのまま私の負傷でした」と語っている。
また菱山は、基次郎がプルーストを読んで、その「摂取すべき核心的なもの」を摂取しているとし、誇張ではなく「ボオドレエルの耽美とフロオベルの清澄とプルウストの優雅とが」、『のんきな患者』全体の文脈の基調をなし、特に第3章で見られる「数々の無類の挿話」によって綴られた「確実性に満ちた回想の描写」は、「最も結晶化した文章」だと評しながら、その第3章の性格により、それまでの『冬の日』『冬の蠅』などと趣を異にしているが、それらの作品に続く「その後の著しい発展を物語るもの」もこの第3章からうかがえるとしている。
井上良雄は、或る左翼の評論家が『のんきな患者』を、「これまた肉体的敗北によつて、一切の積極性を奪はれてしまつたインテリの姿で、そこには写真の乾板のやうな鋭い受動性が見出されるばかりだ」と低い評価をしたことに異を唱え、「実は梶井氏のレアリズム程、積極的なレアリズムといふものはない」として、その態度は単に物を眼で視て受動的に対象を映すのではなく「乗り移るレアリズム」であり、「対象を白熱的に生活」し、「肉体が視る――といふよりも行動する」という「実践的な生活人のレアリズム」、真の意味の「プロレタリア・レアリズム」だと反論している。
柏倉康夫は、「肺結核患者の肉体的苦しさとその心理、そして患者たちと家族の運命」を描こうとした『のんきな患者』で基次郎が主題としたのは、「死と隣り合わせに生きていながら、一見〈のんきに〉構えているしかない」という基次郎自身を含めた「庶民の現実」だと解説し、最後にその現実を強調させるために基次郎が統計の数字を紹介しているが、その「真の狙い」はそうした格差などを糾弾するためでなく、「不治の結核が皆を同列に並ばせて死のゴールまで引っ張ってゆくという感慨にあった」としている。
しかし柏倉は、この統計のくだりが、田中西二郎が抱いたように「プロレタリア文学全盛の風潮に便乗しているのではないか」と思われてしまうのも仕方ない部分であるとし、「少なくとも普通の小説作法では、この後で主題は患者個々の生活の描写をこえて、社会的格差の批判への発展するのが筋」であるが、基次郎は「死の平等を前にしての詠嘆で作品を閉じた」と考察している。
伊藤央郎は、〈のんき〉の意味を、吉田（基次郎）の知識人的な階級意識を自己認識しているものだとし、それは迷信的療法や暗示に縋る下町庶民の切実さや〈肺病に対する手段の絶望〉への必死さに対する己との距離感を自覚していることの表れでもあるとし、「同じ病を背負った他者と、彼等が生きる〈世間〉を知ろうとすることは、また同じ病を生きる自身の〈現実〉をも確認するということ」であり、その「自己認識」が作品の結末に繋がり、〈のんき〉な患者の自身も「〈世間〉の中で同じように苦しみつつ生を求める、〈庶民〉であった」という事実に辿り着いたことを終結部で示そうとしていると考察している。
そしてその「帰結」の認識は、大阪の〈町人の子〉という出目に劣等感を抱きつつも、エリート街道を迷いもなく突き進むことにどこか躊躇を感じ、かといって〈町人の子〉に戻ることもできなかった基次郎が、その矛盾と放蕩の中で〈見すぼらしくて美しい〉 庶民文化に慰められ、〈丸善の客〉という自分と〈町人の子〉の自分との狭間に触れ動きながら様々な作品を模索し綴って来た意識の終着だと伊藤は考察している。
河原敬子は、基次郎が〈結核〉という語を友人への書簡で初めて明確に用いたのが、1929年（昭和4年）12月で、この〈結核〉または〈肺病〉という自明の病名を記したのが全書簡中でわずか3通、日記では全く用いていないという意外性から、それまでの基次郎がいかに自身の病名を忌避し「遠ざけたい心理」があったかを考察しながら、『のんきな患者』執筆の頃から自身の病を真正面から見据え〈リアリズム〉を志向した背景に、こうした「過去の自分の作品を超えるリアリズム文学を構築しようとする強い意欲」の変化があったとしている。
そして河原は、基次郎が自身を含めた他者を客観的に描き、「従来の梶井作品に頻出した比喩化や象徴化ではなく、あるがままの現場の再現という手法」や、抽象的な統計の数字から、「〈豪傑〉も〈弱虫〉も全て死ぬしかないという死についての真実」を具象化し洞察することによって実現された新たな〈リアリズム〉を解説しながら、そこには、『冬の日』『冬の蠅』（同じく結核を題材）での「観照という存在の根元に突き入る心象風景」はないが、それに代わって、「病者の生身として肉付けされた吉田が母親を中心にそこから世間の他者とも関係を持ち、生き抜こうとする彼らの思いへの認識」が重ねられ、「大阪・天下茶屋という平俗性に満ちた土地に暮す梶井が同じ地平に立って市民を見つめ、そこに病者の全体的実在を見出そうとする理念が実践されている」と論考している。
谷彰は、まず基次郎自身の作家論的背景を一旦置いて、作品それ自体の構造や表現について分析し、第1章の語りでは、吉田の〈不安〉の原因自体を読者に伝えることが目的ではなく、「（不安の原因を）自意識の逡巡によって追求することの不毛性」を語っているとし、それ以降の章ではほとんど「吉田の意識に寄り添ったもの」だけになり、相対化するような方法は見られないと解説している。また荒物屋の娘の死を知った吉田が、自身の〈病んだ身体〉の行く末の現実を痛感し、それまで自身の〈病んだ身体〉を他者のように眺めていたことを〈のんきな患者〉と表現したのではないかと考察している。
そして谷は、世間の人々が迷信に縋って生きようとする「真剣であるが故に滑稽でもある」様子に、知識人の吉田が徐々に共感を持っていく心理が描かれているものの、その回想部ではまだ同じ次元に立っているとは言えないとし、最終的な感慨が示されたエピローグにおいて、吉田が個々の病人の苦しみを自身のものとして実感しつつ、〈病んだ身体〉と自分自身を自己同定し、「死によって閉ざされた〈時間的な枠〉を超えられないこと」を認識していると解説している。

## おもな収録刊行本

### 単行本
- 『城のある町にて』〈創元選書33〉（創元社、1939年11月29日） NCID BA71718726
  - 編集・あとがき：三好達治。四六判。薄紙装。紙カバー。総304頁
  - 収録作品：「檸檬」「城のある町にて」「泥濘」「路上」「過去」「雪後」「ある心の風景」「Kの昇天」「冬の日」「櫻の樹の下には」「器楽的幻覚」「蒼穹」「筧の話」「冬の蝿」「ある崖上の感情」「愛撫」「闇の絵巻」「交尾」「のんきな患者」
- 『梶井基次郎集』（新潮文庫、1950年11月25日。改版1967年12月10日、2003年10月30日） ISBN 978-4101096018
  - カバー装幀：船坂芳助。A6判。仮製本。紙カバー
  - 解説：淀野隆三
  - 収録作品：「檸檬」「城のある町にて」「泥濘」「路上」「橡の花」「過古」「雪後」「ある心の風景」「Kの昇天」「冬の日」「桜の樹の下には」「器楽的幻覚」「蒼穹」「筧の話」「冬の蝿」「ある崖上の感情」「愛撫」「闇の絵巻」「交尾」「のんきな患者」
  - ※1967年12月の改版より『檸檬』と改題
- 『城のある町にて』（麦書房、1969年5月20日） NCID BA36244441
  - 装幀：粟津潔。絵：久米宏一。A5判。仮製本
  - 監修：阿部知二、小田切秀雄、佐々木基一、国分一太郎
  - 収録作品：「城のある町にて」
- 『檸檬・ある心の風景 他二十篇』（旺文社文庫、1972年12月10日） ISBN 978-4010611241
  - 挿絵：石岡瑛子。A6判。仮製本。カバー
  - 解説：石川弘。付録：坂上弘「季節感について」。平林英子「思い出は遙かに」
  - 収録作品：「檸檬」「城のある町にて」「泥濘」「路上」「過古」「雪後」「ある心の風景」「Kの昇天」「冬の日」「蒼穹」「筧の話」「冬の蝿」「ある崖上の感情」「櫻の樹の下には」「愛撫」「闇の絵巻」「交尾」「のんきな患者」「闇の書」「海」「温泉」
- 『檸檬・冬の日 他九篇』（岩波文庫、1954年4月25日。改版1985年）ISBN 978-4003108710
  - 装幀：精興社。A6判。仮製本。紙カバー
  - 解説：佐々木基一。淀野隆三「本書の校訂について」。略年譜
  - 収録作品：「檸檬」「城のある町にて」「ある心の風景」「冬の日」「筧の話」「冬の蝿」「闇の絵巻」「交尾」「のんきな患者」「瀬山の話」「温泉」
- 『ザ・基次郎――梶井基次郎全作品全一冊』（第三書館、1985年10月15日） ISBN 978-4807485109
  - 菊判。仮装本
  - 収録作品：
    - 〔小説〕：「檸檬」「城のある町にて」「泥濘」「路上」「橡の花」「過古」「雪後」「ある心の風景」「Kの昇天」「冬の日」「桜の樹の下には」「器楽的幻覚」「蒼穹」「筧の話」「冬の蝿」「ある崖上の感情」「愛撫」「闇の絵巻」「交尾」「のんきな患者」
    - 〔遺稿・習作〕：「母親」「奎吉」「矛盾の樣な真実」「『檸檬』を挿話とする断片」「夕凪橋の狸」「太郎と街」「瀬山の話」「犬を売る露店」「雪の日」「家」「栗鼠は籠にはいつてゐる」「闇への書」「闇の書」「雲」「奇妙な手品師」「猫」「琴を持つた乞食と舞踏人形」「海」「籔熊亭」「温泉」「貧しい生活より」「不幸」「卑怯者」「大蒜」「鼠」「カッフェー・ラーヴェン」「瀬戸内海の夜」「汽車」「凧」「河岸」「攀じ登る男」「薬」「交尾」「詩」「彷徨」「帰宅前後」「小さき良心」「裸像を盗む男」
    - 〔批評・感想〕：「青空同人印象記」「川端康成第四短篇集「心中」を主題とせるヴァリエイション」「六号記」「『新潮』十月新人号小説評」「『青空語』への感想」「『亞』の回想」「『戦旗』『文藝戦線』七月号創作評」「『青空』のことなど」「詩集『戦争』」「『親近』と『拒絶』」
    - 〔日記、書簡〕：日記、書簡

### 全集
- 『梶井基次郎全集上巻』（六蜂書房、1934年3月24日） - 限定500部
  - 装幀：清水蓼作。染色者：梅原勝次郎。菊判変型厚・紙装。紙函。口絵写真：梶井基次郎（大正13年3月）、梶井基次郎筆蹟「温泉」原稿
  - 付録：淀野隆三・中谷孝雄「編集者の詞」
  - 収録作品：「母親」「奎吉」「矛盾の樣な真実」「『檸檬』を挿話とする断片」「夕凪橋の狸」「太郎と街」「瀬山の話」「犬を売る露店」「檸檬」「城のある町にて」「泥濘」「路上」「雪の日」「橡の花」「家」「過去」「雪後」「ある心の風景」「Kの昇天―或はKの溺死」「冬の日」「栗鼠は籠にはいつてゐる」「櫻の樹の下には」「器楽的幻覚」「闇への書」「蒼穹」「筧の話」「雲」「冬の蝿」「奇妙な手品師」「ある崖上の感情」「猫」「愛撫」「闇の絵巻」「琴を持つた乞食と舞踏人形」「海」「交尾」「籔熊亭」「のんきな患者」「温泉」
- 『梶井基次郎全集全1巻』（ちくま文庫、1986年8月26日）ISBN 978-4480020727
  - 装幀：安野光雅。A6判。仮製本。紙カバー
  - 解説：高橋英夫「存在の一元性を凝視する」。宇野千代「あの梶井基次郎の笑ひ声」
  - 収録作品：「檸檬」「城のある町にて」「泥濘」「路上」「椽の花」「過古」「雪後」「ある心の風景」「Kの昇天」「冬の日」「蒼穹」「筧の話」「器楽的幻覚」「冬の蝿」「ある崖上の感情」「桜の樹の下には」「愛撫」「闇の絵巻」「交尾」「のんきな患者」「詩二つ」「小さき良心」「不幸」「卑怯者」「大蒜」「彷徨」「裸像を盗む男」「鼠」「カッフェー・ラーヴェン」「母親」「奎吉」「矛盾の様な真実」「瀬戸内海の夜」「帰宅前後」「太郎と街」「瀬山の話」「夕凪橋の狸」「貧しい生活より」「犬を売る露店」「冬の日」「汽車 その他」「凧」「河岸 一幕」「攀じ登る男 一幕」「栗鼠は篭にはいっている」「闇の書」「夕焼雲」「奇妙な手品師」「猫」「琴を持った乞食と舞踏人形」「海」「薬」「交尾」「雲」「籔熊亭」「温泉」
- 『梶井基次郎 1901-1932』〈ちくま日本文学全集024〉（ちくま文庫、1992年1月20日）  
  - 装幀：安野光雅。A6判。仮製本。紙カバー
  - 解説：群ようこ「五感の刺激」
  - 収録作品：「檸檬」「鼠」「栗鼠は籠にはいっている」「器楽的幻覚」「愛撫」「桜の樹の下には」「闇の絵巻」「交尾」「Kの昇天」「ある崖上の感情」「母親」「奎吉」「大蒜」「夕凪橋の狸」「城のある町にて」「泥濘」「路上」「橡の花」「過古」「雪後」「ある心の風景」「冬の日」「温泉抄」「蒼穹」「筧の話」「冬の蠅」「のんきな患者」「手紙より」
- 『梶井基次郎全集第1巻 作品・草稿』（筑摩書房、1999年11月） ISBN 978-4480704115
  - 装幀：中山銀士。題簽：梶井基次郎。A5変型判。函入
  - 収録作品：
    - 〔小説〕：「檸檬」「城のある町にて」「泥濘」「路上」「過古」「雪後」「ある心の風景」「Kの昇天」「冬の日」「桜の樹の下には」「器楽的幻覚」「筧の話」「蒼穹」「冬の蝿」「ある崖上の感情」「愛撫」「闇の絵巻」「交尾」「のんきな患者」
    - 〔批評・感想〕：「『新潮』十月新人号小説評」「『亞』の回想」「淺見淵君に就いて」「『戦旗』『文藝戦線』七月号創作評」「『青空』のことなど」「詩集『戦争』」「『親近』と『拒絶』」「講演会 其他」「編集後記（大正15年3月号）」「編集後記（大正15年4月号）」「青空同人印象記」「編集後記（大正15年9月号）」「『青空語』に寄せて」「編集後記（昭和2年1月号）」
    - 〔遺稿・習作・感想〕：「奎吉」「矛盾の樣な真実」「太郎と街」「橡の花――或る私信」「川端康成第四短篇集「心中」を主題とせるヴアリエイシヨン」
    - 〔作文、詩歌・戯曲草稿、断片〕：「秋の曙」「秘やかな楽しみ」「秋の日の下」「愛する少女達」「河岸（一幕）」「永劫回歸」「攀じ登る男（一幕）」「凱歌（一幕）」
    - 〔小説草稿、断片群、草稿〕：「小さき良心」「喧嘩」「鼠」「裸像を盗む男」「不幸」「帰宅前後」「卑怯者」「彷徨」「彷徨の一部発展」「大蒜―水滸伝」「母親」「矛盾の様な真実」「奎吉」「カッフェー・ラーヴェン」「瀬戸内海の夜」
- 『梶井基次郎』〈ちくま日本文学028〉（ちくま文庫、2008年11月10日） ISBN 978-4480425287
  - 装幀：安野光雅。A6判。仮製本。紙カバー
  - 解説：群ようこ「五感の刺激」
  - 収録作品：「檸檬」「鼠」「栗鼠は籠にはいっている」「器楽的幻覚」「愛撫」「桜の樹の下には」「闇の絵巻」「交尾」「Kの昇天」「ある崖上の感情」「母親」「奎吉」「大蒜」「夕凪橋の狸」「城のある町にて」「泥濘」「路上」「橡の花」「過古」「雪後」「ある心の風景」「冬の日」「温泉抄」「蒼穹」「筧の話」「冬の蠅」「のんきな患者」「手紙より」
  - ※1992年1月の〈ちくま日本文学全集024〉と同内容。